# Marcus Vinicius Toledo
Marcus Vinicius Toledo (Sao Paulo, 10 de juliol de 1986) és un jugador brasiler de bàsquet que actualment juga al Autocid Ford Burgos de la Lliga LEB Oro, en la posició d'aler pivot. La temporada anterior va jugar al Bàsquet Manresa de la Lliga ACB.

## Palmarès
- 2004: subcampió de la lliga de São Paulo.
- 2004/05: Ascens amb l'Hospitalet a la lliga LEB.
- 2004: Campió de la lliga d'estiu, amb el Plus Pujol Lleida.
- 2006: Campió selecció sud-americana sènior.
- 2007: Campió selecció Campionat Panamericà.
- 2007/08: Campió de la Lliga Catalana LEB.
- 2008/09: Campió de la Lliga Catalana LEB.